# Peter Saternus
Peter Saternus-Coardt (* 16. Juli 1967) ist ein ehemaliger deutscher Fußballspieler.

## Karriere
Saternus, er war über die Stationen BFC Südring, BBC Südost und Hansa 07 Berlin im Jahr 1984 zu Blau-Weiß 90 Berlin gekommen, spielte in der Saison 1985/86 zwei Spiele und erzielte ein Tor. Im Heimspiel am 26. Januar 1986 gegen den Karlsruher SC erzielte er in der 78. Minute den Ausgleichstreffer zum 1:1-Endstand. Damit trug er zur erfolgreichen Spielzeit von Blau Weiß bei. Der Verein stellte mit Leo Bunk der 26 Treffer erzielte den Torschützenkönig und erreichte in der Abschlusstabelle, hinter dem FC 08 Homburg, den zweiten Tabellenplatz. Somit war der Aufstieg in die Bundesliga perfekt.
In der folgenden Spielzeit 1986/87 blieb Saternus Ergänzungsspieler, er kam zweimal unter Trainer Bernd Hoss zum Einsatz und landete mit seinem Verein auf dem letzten Tabellenplatz und stieg ab. Sichere Kandidaten im Angriff waren in der Bundesligarunde Jörg Gaedke (32/1), Karlheinz Riedle (34/10) und Bodo Mattern (21/5). Seine zwei Bundesligaeinsätze fanden am 1. beziehungsweise 5. Mai 1987 durch Einwechslungen in den Spielen gegen Fortuna Düsseldorf (1:2) und VfB Stuttgart (0:2) statt.
Saternus wechselte 1987/88 zu Hertha BSC in die Oberliga. Dort gelang unter Trainer  Jürgen Sundermann der Gewinn der Meisterschaft und der Aufstieg. Saternus zog es innerhalb Berlins zurück zu Blau-Weiß, wo er in den beiden folgenden Spielzeiten 1988/89 und 1989/90 in der 2. Liga 15 Spiele absolvierte und drei Tore erzielte. 1990 wechselte er für drei Runden zu Stahl Eisenhüttenstadt, danach von 1993 bis 1995 zum Spandauer SV, ehe beim VfB Lichterfelde ab 1995 seine Spielerkarriere ausklang.